# Andrea Tello
Andrea Tello (Cuenca, Ecuador) es una artista de joyería ecuatoriana. Es reconocida a nivel internacional por su trabajo de diseño de joyas, además de haber obtenido un reconocimiento oficial por parte de la UNESCO en el 2011.

## Biografía
Empezó a exportar sus diseños de joyas desde 1999. Inició el trabajo de su marca en el 2003. En el extranjero participó en una feria en Cantón, China, y posteriormente en otras ferias de Europa, Asia y América. Tiene franquicias en Colombia y Chile. Sus diseños se enfocan en la artesanía indígena, por lo que estudia comunidades como la otavaleña, la chola cuencana y la zuleta. Forma parte también de la Junta de Artesanos de Azuay.
Estudió una Licenciatura en Arte, Marketing y Relaciones Públicas en los Estados Unidos.
En el 2011 obtuvo el reconocimiento de la UNESCO del Programa de Reconocimiento a la Excelencia Artesanal. Para dicha postulación presentó una orquídea elaborada en plata en una peineta, que actualmente se exhibe en el Museo del Louvre de París. Con ello se abrió paso a un mercado internacional en países como Colombia, Japón, Francia, China, Israel, entre otros. En 2013 fue nombrada Embajadora del Arte en Tokio.